# ITV plc
ITV plc er en britisk mediekoncern, som driver 13 af 15 regionale tv-licenser i ITV-netværket. ITV plc ejer også produktionsselskabet ITV Studios og streamingtjenesten Britbox.
ITV plc er børsnoteret på London Stock Exchange og en del af FTSE 100 Index.

## Logos
- 1989-1998
- 1998-2006
- 2005-2013